# Granadinas
Las Granadinas (en inglés: The Grenadines o Grenadine Islands) son una cadena de unas 600 islas situadas en el mar Caribe, dentro del grupo de las islas de Barlovento. Están políticamente divididas entre las naciones insulares de San Vicente y las Granadinas y Granada, que se reparten el norte y el sur de la cadena insular, respectivamente.

## Fronteras geográficas
Las islas se dividen políticamente entre las naciones de San Vicente y las Granadinas y Granada. Se encuentran entre las islas de San Vicente en el norte y en Granada en el sur. Ni San Vicente ni Granada son islas Granadinas. Las islas del norte del canal de Martinica pertenecen a San Vicente y las Granadinas y las islas al sur del canal pertenecen a Granada.
- Granada
  - Carriacou
  - Isla Ronde
  - Pequeña Martinica
  - Isla Caille
  - Isla Diamante
  - Isla Larga
  - Isla Saline
  - Isla Frigate

- San Vicente y las Granadinas
  - Bequia
  - Canouan
  - Mayreau
  - Mustique
  - Isla Palm
  - Pequeño San Vicente
  - Pequeña Nieves
  - Cayos de Tobago
  - Unión
  - Baliceaux
  - Bettowia
  - Isla Young